# Montserrat Colldeforns
María Montserrat Colldeforns i Sol (n. el 3 de septiembre de 1947 en Barcelona, Cataluña) es una política española, Diputada por Barcelona entre el 2004 y el 2011. Miembro del Grupo Parlamentario Socialista del Congreso.
Licenciada en Ciencias Económicas por la Universidad de Barcelona. Doctora (Ph.D) en Economía por la London School of Economics. Funcionaria de la Generalidad de Cataluña.

## Actividad Profesional
- Vocal Suplente de la Diputación Permanente
- Vocal de la Comisión de Economía y Hacienda
- Vocal de la Comisión de Presupuestos
- Portavoz de la Comisión de Medio Ambiente